# Mimacraea karschioides
Mimacraea karschioides är en fjärilsart som beskrevs av Carpenter och Jackson 1950. Mimacraea karschioides ingår i släktet Mimacraea och familjen juvelvingar. Inga underarter finns listade i Catalogue of Life.